# Лавния
Ла́вния — деревня в Кисельнинском сельском поселении Волховского района Ленинградской области.

## История
На карте «Ладожское озеро и Финский залив с прилегающими местами» 1745 года упоминается деревня Лавня.
На карте Санкт-Петербургской губернии Ф. Ф. Шуберта 1834 года обозначена деревня Лавния, состоящая из 93 крестьянских дворов.

ЛАВНИЯ — деревня принадлежит графу Паскевичу-Эриванскому и титулярной советнице Дмитриевой, число жителей по ревизии: 241 м. п., 247 ж. п. (1838 год)

На карте профессора С. С. Куторги 1852 года отмечена деревня Лавния из 95 дворов.

ЛАВНИЯ — деревня княгини Волконской, по просёлочной дороге, число дворов — 88, число душ — 190 м. п. (1856 год)

ЛАВНИЯ — деревня владельческая при колодцах, число дворов — 88, число жителей: 180 м. п., 239 ж. п.; Молельня раскольничья. (1862 год)

В деревне проживали староверы-федосеевцы.
Сборник Центрального статистического комитета описывал её так:

ЛАВНИЯ — деревня бывшая владельческая, дворов — 95, жителей — 360; 2 лавки. (1885 год)

В конце XIX века деревня административно относилась к Гавсарской волости 1-го стана Новоладожского уезда Санкт-Петербургской губернии, в начале XX века — 4-го стана.

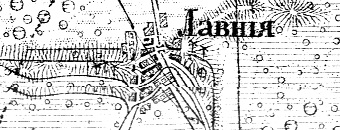
Деревня Лавния на карте 1915 года

Согласно военно-топографической карте Петроградской и Новгородской губерний издания 1915 года в деревне Лавния находились 5 ветряных мельниц. К северу от деревни находилось Лавинское болото, к югу — харчевни.
30 января 1907 года в деревне была зарегистрирована Лавнинская старообрядческая община, относившаяся к поморскому согласию.
С 1917 по 1923 год деревня Лавния входила в состав Лавнийского сельсовета Гавсарской волости Новоладожского уезда.
С 1923 года в составе Октябрьской волости Волховского уезда.
С 1924 года в составе Черноушевского сельсовета.
Согласно данным переписи населения СССР 1926 года в деревне Лавния проживали 375 человек — все русские.
С 1927 года в составе Волховского района.
В 1928 году население деревни Лавния также составляло 375 человек.
По данным 1933 года деревня Лавния являлась административным центром Черноушевского сельсовета Волховского района, в который входили 6 населённых пунктов, деревни: Вегота, Лавния, Сюрья, Соловьёво, Харчевни, Черноушево, общей численностью населения 1215 человек.
По данным 1936 года в состав Черноушевского сельсовета входили 5 населённых пунктов, 260 хозяйств и 5 колхозов, административным центром сельсовета была деревня Черноушево.

План деревни Лавния. 1941 год

Согласно топографической карте РККА 1941 года деревня насчитывала 58 дворов. На западной окраине деревни находилась ветряная мельница.
С 1946 года в составе Новоладожского района.
В 1958 году население деревни Лавния составляло 134 человека.
С 1962 года вновь в составе Волховского района.
По данным 1966 года деревня Лавния также входила в состав Черноушевского сельсовета.
По данным 1973 и 1990 годов деревня Лавния входила в состав Чаплинского сельсовета Волховского района.
В 1997 году в деревне Лавния Кисельнинской волости проживал 21 человек, в 2002 году — 19 человек (русские — 90 %).
В 2007 году в деревне Лавния Кисельнинского СП — 24 человека.

## География
Деревня расположена в северо-западной части района на автодороге 41К-371 (Новая Ладога — Черноушево — Лавния).
Расстояние до административного центра поселения — 21 км.
Деревня находится на южном берегу Лавинского болота и северном берегу болота Харчевенский Мох.

## Демография
| 1862 | 2007 | 2010 | 2017 |
| ---- | ---- | ---- | ---- |
| 419  | ↘24  | ↗27  | ↗40  |

### Национальный состав
Согласно данным Всероссийской переписи населения 2021 года в деревне проживали 10 человек, все русские.